# Präsidentschaftswahl im Iran 1993

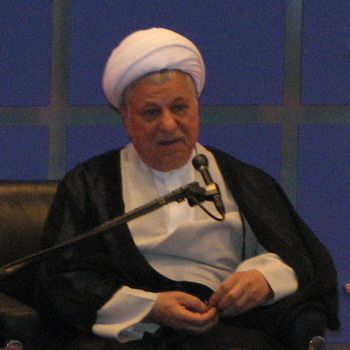
Wahlsieger Ali-Akbar Hāschemi Rafsandschāni

Bei den iranischen Präsidentschaftswahlen 1993 am 11. Juni 1993 wurde der 1989 gewählte Präsident Akbar Hāschemi Rafsandschāni im Amt bestätigt.

## Ergebnis
Die insgesamt 16.796.787 abgegebenen Stimmen verteilten sich wie folgt:
|                                  | Stimmen    | Prozent |
| -------------------------------- | ---------- | ------- |
| Ali-Akbar Hāschemi Rafsandschāni | 10.566.499 | 63 %    |
| Ahmad Tavakkoli                  | 4.026.789  | 23,97 % |
| Abdollah Jasebi                  | 1.498.084  | 8,92 %  |
| Radschab-Ali Taheri              | 387.655    | 2,31 %  |

Auch wenn er im Vergleich zur Präsidentschaftswahl 1989 deutlich an Stimmen verlor (minus 4,9 Millionen Stimmen, minus 34 Prozentpunkte), trat Rafsandschāni mit diesem Wahlsieg seine zweite Amtszeit an, an deren Ende er laut Verfassung nicht erneut kandidieren durfte.